# 우크라이나 남부 전역
러시아의 우크라이나 침공의 남부 전선은 러시아의 우크라이나 침공에서 러시아가 우크라이나 남부를 점령하기 위해 벌인 작전이다. 공세는 2월 24일, 러시아군이 국경을 넘어 우크라이나로 진입한 이후 시작되었다.

## 배경
러시아는 2014년 우크라이나 혁명의 여파로 우크라이나로부터 크림반도를 합병했다. 사실상의 통치하에, 러시아군은 이후 8년 동안 크림 반도를 점령했다. 러시아군은 2021년~2022년 러시아-우크라이나 위기 당시 1만 명 이상의 병력을 증파했다.

## 공세

### 2월 24일

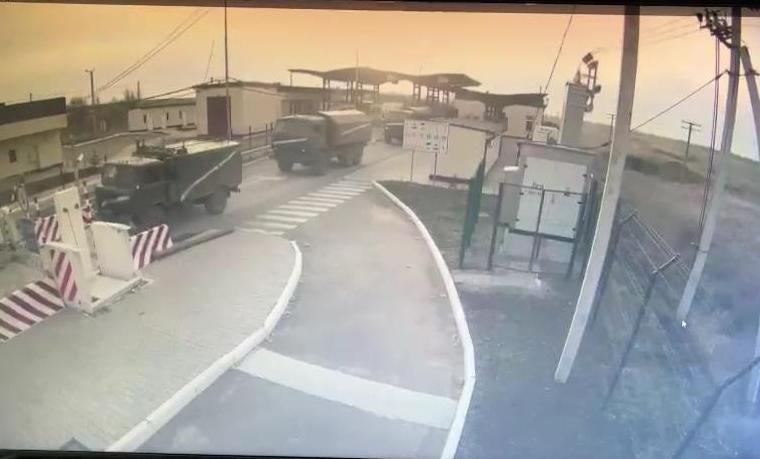
2월 24일 러시아군이 크림반도를 통해 우크라이나로 진입한다.

블라디미르 푸틴 러시아 대통령이 우크라이나에서 군사작전을 선포한 직후 러시아 공군은 헤르손주 내 여러 도시를 겨냥해 순항 미사일과 탄도 미사일을 발사하기 시작했다. 러시아군은 항공 지원을 받아 2014년 러시아에 합병된 크림반도를 통해 헤르손주로 넘어갔다.
러시아 해군은 흑해 해상 봉쇄를 통해 헤르손주 인근에 위치한 부대에 대한 우크라이나의 지원을 제한하고, 우크라이나 남부로의 상업 무역과 물자 수송을 제한했다. 현지 시각으로 오전 3시 30분경 우크라이나는 아조프해의 모든 상업 선박을 폐쇄했고, 100척 이상의 선박이 항구에 갇혔다.
저녁 무렵 러시아군은 헤르손에 도착하여 헤르손 전투에서 우크라이나군과 교전했다. 러시아군은 안토노프스키 다리를 넘어 드네프르강을 건너려 했다. 러시아군의 초기 도하에도 불구하고 우크라이나 기계화 병력은 다리를 탈환할 수 있었다.

### 2월 25일
2월 25일 아침, 러시아군은 노바카호우카를 포위 및 점령했다. 북크림 운하도 봉쇄가 해제되어, 크림반도를 합병한 이후 러시아에 가해진 오랜 해상 봉쇄가 해소되었다. 전투는 러시아군이 헤르손주 남동부를 지나 멜리토폴을 향해 이동하면서 전투가 자포리자주까지 확전되기 시작했으며, 소규모 교전 끝에 진군하는 러시아군에 항복했다.
이날 늦게, 러시아군은 안토노프스키 다리를 완전히 점령했다.

## 같이 보기
- 헤르손 군민행정부
- 키이우 공세 (2022년)
- 우크라이나 동부 전역
- 즈미이니섬 전투